# Naravna gradnja
Naravna gradnja vključuje vrsto gradbenih sistemov in materialov, ki imajo velik poudarek na trajnostnosti. Namen je s pomočjo naravnih stvari zgraditi trajnostno in uporabno gradnjo. Če je gradnja in reciklirananih materialov mora ohranjati zdravo okolje za življenje in kakovost zraka v zaprtih prostorih. Naravne gradnje se po navadi zanašajo na človeško delo, več kot na tehnologijo. Michael G. Smith ugotavlja, da je vse odvisno od "lokalne ekologije, geologije in podnebja ter od potrebe in osebnosti graditeljev in uporabnikov." 
Osnova naravne gradnje je: zmanjšanje okoljskega vpliva na stavbe in drugih podpornih sistemov brez žrtvovanja udobja, zdravja ali estetike. Če želite bolj trajnostne naravne gradbene materiale se lahko odločite za obnovljivive vire, ponovno lahko uporabiti stare matrijale ali uporabite stvari iz recikliranih materialov.
Podnebje in geološke razmere lahko zmajšajo stroške na stavbi, poudarek je na naravnem prezračevanju, ki bistveno zmanjša stroške in pozitivno vpliva na okolje. Kompaktna gradnja zmanjša vpliv na okoljske odtise, tako na kraju samem lahko pridobivamo energijo, zajemamo vodo, čistimo odplake in ponovno uporabljamo materiale.

## Materijali
Material, ki je skupen naravnim gradnjam je glina in pesek. Ko se glina in pesek zmeša z vodo ter po navadi tudi z slamo, lahko mešanico oblikikujemo v obliko zida ali bloka (glino bloki). Drugi materiali, ki se še pogosto uporabljajo za naravno gradnjo so: zemlja (kot zabitia zemlje ali zemlja v vrečah), les (cordwood ali leseni okvir), slama, riževe luščine, bambus in skale. Lahko jih ponovno uporabimo ali jih recikiliramo. So pogosti v naravni, lahko pa vključno tudi urbane matreijale kot so: ohranjeni kosi uporabljenega betona, pnevmatike, pnevmatike bale, zavržene steklenice in drugo recikliranego steklo.
Nekaterim drugim materialom so je bolje izogniti s praktičnim  namenom ali zaradi velikih negativnih vplivov na okolje ter zdravje. Ti so: netrajnosten les, strupen les z zaščitnimi sredstvi, portland cement, mešanice barv in drugi premazi ter nekatere plastične mase, predvsem polivinil klorid (PVC ali "vinil") in tistimi, ki vsebujejo škodljive plastifikatorje.

## Tehnike
Veliko tradicionalnih metod, tehnik in materialov danes doživlja preporod popularnosti, vendar se relativna priljubljenost teh tehnik razlikuje po vsem svetu.

### Mešanica gline in peska
Eden izmed najstarejših gradbenih metod je mešanica gline in peska, ki je zmešana z vodo. Včasih so še nasekljali in dodali slamo ali druga vlakna za dodatno za moč. Mešanico so nato pustiti, da se posuši na želeno obliko, po navadi so jih oblikovali v opeke da so jih lahko zložili v obliki stene.
Različne so trditve kako narediti najbojl obstojno in primerno mešanico gline in peska. Nekateri pravijo, da je najboljša zemlja ki vsebuje 15% - 30% gline da veže materiala skupaj. Drugi pravijo, da sta enak delež gline in peska najboljša možnost, da se prepreči pokanje ali drobljenje opeke. Včasih stabilizirajo mešanico z majhno količino cementa in asfaltno emulzijo za boljšo zaščito pred vremenskimi vplivi. Mešanico lahko vlijemo v kalupe in posušimo, tako dobimo stisnjene bloke, bloke lahko obarvamo z glino in namažemo z naravnimi olji tako jih naredimo bolj prožne in privlačne.
Za zaščito sten in za zmanjšanje vzdrževanja stavbe, stene premažemo z apnom, tako poskrbimo za videz in zaščito. Stene iz te mešanice niso toplotno izolirane, kar pomeni, da počasi oddajajo toploto ali mraz, vendar pa lahko to izboljšamo z izolacijo (po možnosti na zunanji strani), ali dvojno steno zgrajeno z zračnim prostorom ali izolacijo med njima. Debela, so se izkazala za najbolj uspešn izolator v regijah brez hude zime in kjer je vsak dan sonce na voljo tudi v mrzlih obdobjih.

### Cordwood
Cordwood gradnja je izraz, ki se uporablja za naravno gradnjo zgradbe v kateri je "cordwood" ali kratki kosi olupljenega drevesa, ki jih uporabimo z raznimi mešanicami da zgradimo zid. Cordwood, tako postane polnilo za stene in ga je mogoče kombinirati z drugimi metodami (na primer z zabito zemljo ali svetlo glino) tako izdamo privlačne kombinacije. Cordwood zidava omogoča relativno visoko izolacijo, ki pomaga zmanjšati temperaturan nihanja.

### Vreče
Zemlja je ena najbolj tipičnih materialov uporabljenih v gradbeništvu. Za stavbo se uporablja polipropilene ali iz naravnih vlaken (Juta) vreče napolnjene z zemljo ali drugimi mešanice z ali brez stabilizatorjev, kot je Portland cement. Obljukjemo lahko temelje, stene in celo obokane ali kupolaste strehe. V zadnjih letih se je stavba z vrečami postala ena od bolj priljubljenih tehnik v naravni gradnji. Vendar, ker je zemlja slaba izolator in se bolj ekstremnih podnebjih ne znajde prav dobro so ljudje začeli uporabljatu drgačna polnila: riž, luščine ali drugege materiale. 

### Kamenje, granit in beton
Lokalno pridobljeno kamen je bil uporabljen kot naravni gradbeni material že stoletja. V kombinaciji z moderno projektiranjem in materiali kot sta beton in jeklo lahko hitro zgradimo želeni objekt.

### Bale sena
Čeprav so trava in slama bile v uporabi že od prazgodovine po vsem svetu, se je strojna izdelava bal začela v 20. stoletju v mestu Midwestern v Združenih državah Amerike, še posebej v Nebraska, kjer je bila trava eden izmen najbolj uporabnih materialov. Bale se običajno sestavljajo in zlaganjo v več vrstic, da dobijo steno, stene pa pogosto skupaj držijo tramovi iz bambusa ali lesa. Stene omečejo z cementno mešanico, apnom ali zemljo (glini omet). Bale imajo lahko bodisi strukturni okvir iz drugih materialov ali pa preprosto služijo kot izolacija.

### Leseni okvir
Bistveneni element, leseni okvir se je pridružil glinenim stenam in streham iz slame, mestom v Evropi in Aziji v 9. stoletju. 
Gradnja z lesenimi okvirji je danes sodoben način gradnje, primernen je za gradnjo hiše kot tudi za gradnjo javnih zgradb. V povezavi z naravnimi izolacijami, lesnimi oblogami ali ometom z apna je mogoče hitro zgraditi visoke in učinkovite zgradbe. Prednosti so: dolga življenjska doba in okolju prijazna gradnja (ko gradnjo zrušimo lahko material ponovno uporabimo, ga kompostiramo ali ga uporabimo za gorivo). Leseni okvirji se pogosto uporabljajo v kombinaciji z drugimi naravnimi gradbenimi materiali, kot so: Bale sena, cordwood ali z meašnico gline in peska.

### Zbita zemlja
Zabita zemlja je zemlja, ki vsebuje: gramoz, pesek in glino je izredno močna in vzdržljiva. Kakovost zabite zemlje je da so stene goste, trdne in kamu podobne z veliko koristi za okolje ter predstavljajo nizke stroške vzdrževanja. Zabita zemlja se uporablja že okoli 10.000 let v vseh vrstah zgradb od majhnih koč pa do velikih zgradb.
Zmes okoli 70% agregata (gramoz, pesek) in 30% gline je optimalna. Cement se lahko doda, če mešanica zahteva pigmentacijo da se doseže želeno barvo. Izgradnja celotnega zidu se začne z začasnim okvirjem (opaž), običajno iz lesa ali vezane plošče, ki deluje kot kalup za želeno obliko in dimenzijo za vsak del stene. Kalup mora biti čvrst in dobro nameščen, dve nasprotujoči steni sta vpeti skupaj da se prepreči izbokline ali deformacije, ki nastanejo od velikih sil, ki sodelujejo pri stiskanju. Vlažni materiala se vlije v ta kalup do globine 10 do 25 cm, ki se nato strdi, posuši in stisne za okoli 50% svoje prvotne višine. Postopek se nato nadaljuje do želene višine. Tako grajen zid zdrži tudi do 1.000 let.